# Abraham Escudero Montoya
Abraham Escudero Montoya (* 24. Januar 1940 in Urrao, Kolumbien; † 6. November 2009 in  Valle del Lili, Cali, Kolumbien) war Bischof von Palmira.

## Leben
Abraham Escudero Montoya studierte am Priesterseminar in Medellín und empfing am 8. Juni 1968 die Priesterweihe. Er studierte Psychologie an der Universidad de Antioquia und promovierte in Spiritueller Theologie an der Päpstlichen Universität Gregoriana in Rom. Er war Professor und Direktor des Kleinen Seminars und Spiritual des Priesterseminars von Medellín. Zudem engagierte er sich als Direktor für das Paul VI.-Haus, für die Jugendpastoral und war später Bischofsvikar für die Ordensleute in der Erzdiözese von Medellín.
Papst Johannes Paul II. ernannte ihn am 22. Mai 1986 zum Titularbischof von Risinium und bestellte ihn zum Weihbischof in Medellín. Die Bischofsweihe spendete ihm am 21. Juni desselben Jahres der Erzbischof von Medellín, Alfonso Kardinal López Trujillo; Mitkonsekratoren waren der Bischof von Buga, Rodrigo Arango Velásquez PSS, und José Roberto López Londoño, Weihbischof in Medellín. 
Er wurde am 30. April 1990 durch Papst Johannes Paul II. zum Bischof von El Espinal und am 2. Februar 2007 durch Papst Benedikt XVI. zum Bischof von Palmira ernannt. Er war unter anderem Großkanzler der Päpstlichen Universität Bolivariana.
Im Alter von 69 Jahren starb er an den Folgen von Diabetes am 6. November 2009 in der Klinik des Valle del Lili, Cali.
Als Bischof von El Espinal begründete er 1997 die Fundación de Estudios Superiores, die nach ihm benannt wurde.